# Bitwa nad Sommą

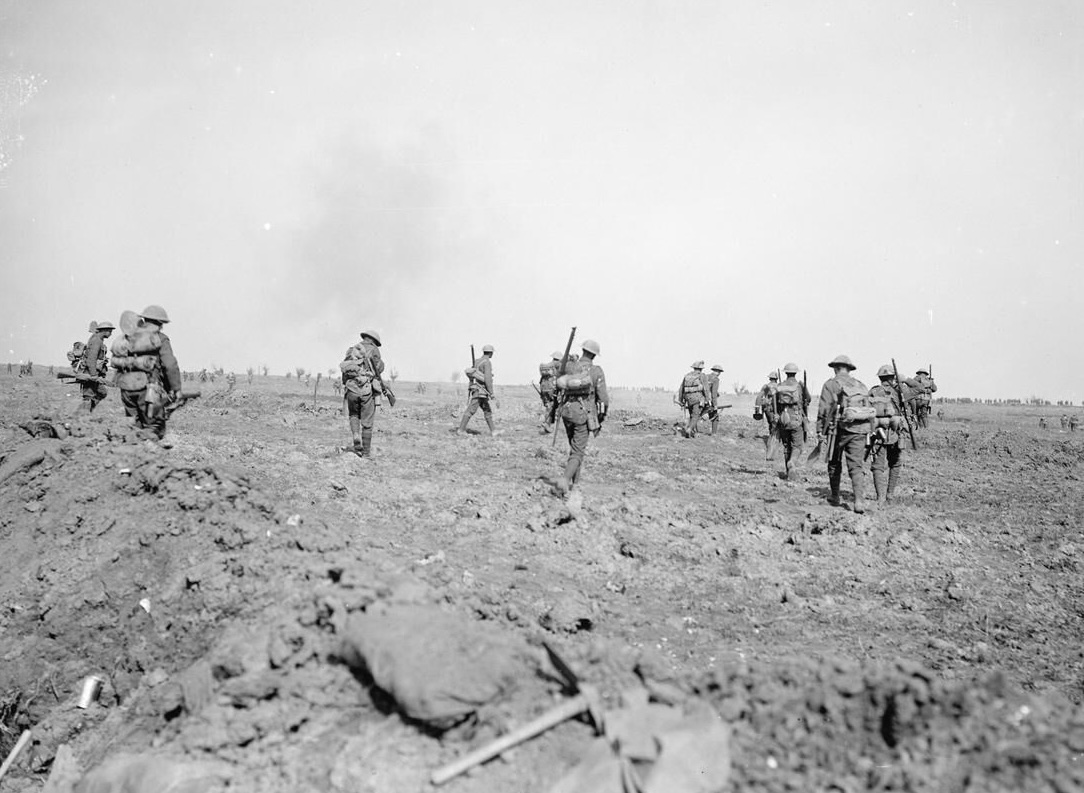
Brytyjczycy ruszają do ataku pod Morval, 25 września 1916

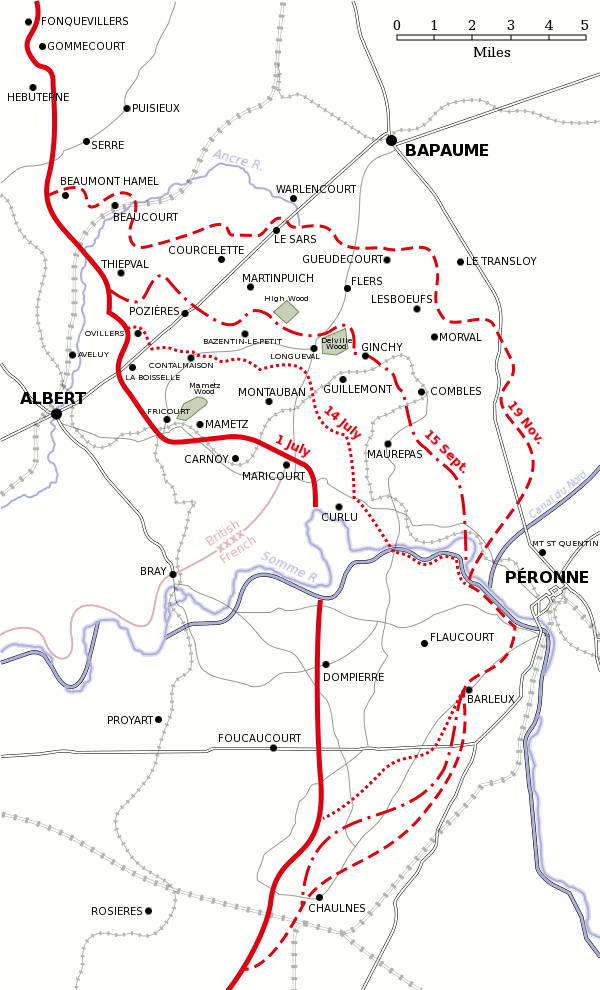
Schemat bitwy

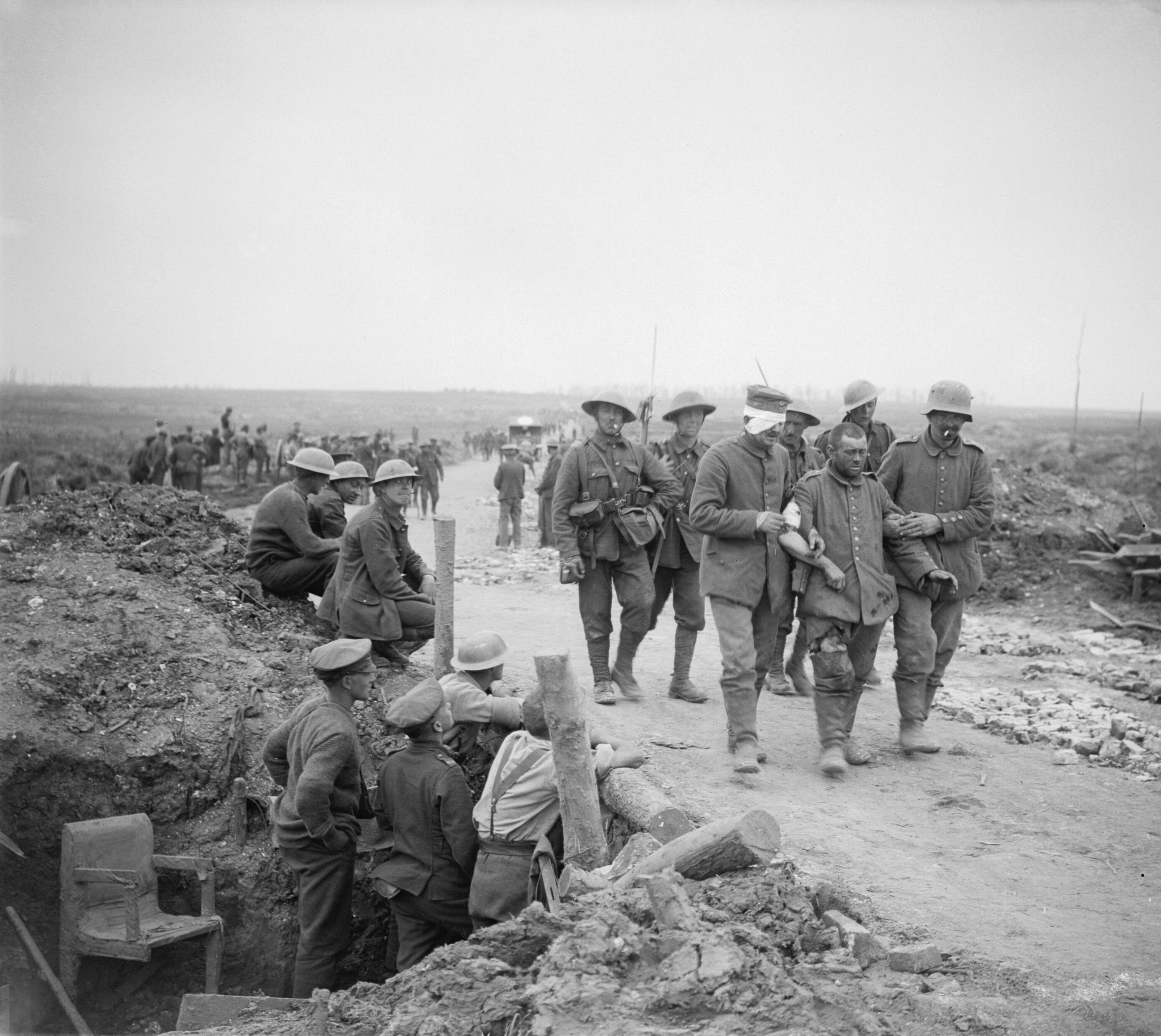
Niemieccy jeńcy mijają brytyjskie pozycje, 3 września 1916

Bitwa nad Sommą – największa bitwa I wojny światowej, stoczona w dniach 1 lipca – 18 listopada 1916 roku pomiędzy siłami brytyjskimi, Brytyjskiej Wspólnoty Narodów i kolonii brytyjskich, wspieranych przez oddziały francuskie, a wojskami niemieckimi nad rzeką Sommą w północnej Francji (Pikardia). Była to jedna z najkrwawszych bitew w historii ludzkości, która pochłonęła ponad milion ofiar po obu stronach.

## Geneza
Na konferencji w Chantilly w grudniu 1915 roku dowódcy sił alianckich zadecydowali, że latem następnego roku należy przeprowadzić ofensywy równocześnie na wszystkich najważniejszych frontach. Na froncie zachodnim nad rzeką Sommą mieli zaatakować Brytyjczycy i Francuzi. Ich plany pokrzyżowało jednak natarcie Niemców pod Verdun (luty 1916). W związku z tym główny ciężar przygotowania operacji nad Sommą spadł na Brytyjczyków. 
Brytyjski głównodowodzący gen. Douglas Haig zamierzał zaatakować siłami swojej 4 Armii (d-ca gen. Henry Rawlinson) i częścią 3 Armii (d-ca gen. Edmund Allenby) pozycje niemieckiej 2 Armii (d-ca gen. Fritz von Below) na odcinku Serre–Curlu – dalej wspierać miało Brytyjczyków natarcie francuskiej 6 Armii (d-ca gen. Marie Émile Fayolle). Brytyjczycy planowali w ciągu kilkudniowego bombardowania artyleryjskiego zniszczyć niemieckie umocnienia, które potem – jak sądzono – zajęłaby bez większego oporu piechota. Oczekiwane przełamanie pozycji przeciwnika miała następnie wykorzystać kawaleria, nacierając na Cambrai i Douai. Jednym z celów bitwy było też „wykrwawienie” przeciwnika i odciągnięcie jego sił z innych frontów.

## Przebieg bitwy
Ostatecznie ze względu na trudną sytuację sojuszników gen. Haig przyspieszył ofensywę. 24 czerwca 1916 roku Brytyjczycy rozpoczęli ostrzał artyleryjski pozycji niemieckich (wystrzelono ponad 1,5 miliona pocisków). Ośmiodniowe bombardowanie okazało się jednak niewystarczająco skuteczne. Fortyfikacje niemieckie były mocniejsze i lepiej zamaskowane, niż przypuszczali to Brytyjczycy; ponadto pojawiały się problemy z zaopatrzeniem, a sprzęt (amunicja) był niejednokrotnie wadliwy. Przede wszystkim jednak utracono element zaskoczenia. 1 lipca wysadzono kilkanaście min pod niemieckimi umocnieniami, a ostrzał został przesunięty na dalsze linie. Tymczasem Niemcy opuścili ocalałe schrony i zajęli stanowiska bojowe. Siły brytyjskie, które rozpoczęły szturm na pierwszą linię, zostały zmasakrowane ogniem broni maszynowej. W czasie pierwszego dnia szturmu Brytyjczycy stracili blisko 60 tys. ludzi (zwłaszcza z jednostek ochotniczych sformowanych w Wielkiej Brytanii na fali wojennego entuzjazmu). Bardziej skuteczny okazał się atak francuskiej 6 Armii (w okolicy Péronne), która zdołała osiągnąć większość celów.
Pomimo niepowodzenia w pierwszym dniu natarcie było kontynuowane. Kolejne miesiące przyniosły szereg ciężkich walk dających atakującym jedynie nieznaczne zyski terenowe. Niemcy zmuszeni zostali do reorganizacji swoich sił i ściągnięcia posiłków m.in. spod Verdun. Haig mimo braku znaczących sukcesów zamierzał wywierać stałą presję na Niemców, licząc na to, że w końcu wyczerpią oni swoje rezerwy. W lipcu Brytyjczycy opanowali Pozières, Contalmaison i las Mametz, w sierpniu ich postępy były jeszcze mniejsze mimo zażartych walk m.in. pod Guillemont.
Podczas bitwy na szeroką skalę wykorzystywano gazy bojowe, zwłaszcza fosgen, w postaci granatów artyleryjskich oraz bomb z moździerzy Stokesa i moździerzy Livensa. Przykładowo 28 października w ataku na Beaumont Hamel, brytyjskie oddziały chemiczne wystrzeliły 1126 pocisków moździerzowych, a następnie 101 cylindrów z miotaczy Livensa. We wrześniu artyleria brytyjska zużyła 45 tys. ciężkich pocisków artyleryjskich z gazem, ale ze względu na niedostatki zaopatrzenia, udział procentowy pocisków chemicznych w nawale artyleryjskiej pozostał minimalny.

### Włączenie czołgów do walki
Sytuacja zaczęła się poprawiać we wrześniu. 15 września po raz pierwszy w historii użyto na polu bitwy czołgów (po stronie brytyjskiej). Wtedy też szala zwycięstwa w walkach pod Courcelette, Martinpuich i Flers przechyliła się na stronę Brytyjczyków. Niemcy zostali zdziesiątkowani przez silny brytyjski ostrzał artyleryjski, jak również przez czołgi. Raz jeszcze nową broń zastosowano w bojach o Thiepval, Combles i Gueudecourt. Kolejne ataki podejmowane w październiku i w pierwszej połowie listopada (głównie nad rzeką Ancre) nieznacznie tylko zmieniły linię frontu. Pogarszająca się pogoda wymusiła na gen. Haigu wstrzymanie ofensywy.

## Wynik bitwy i straty
Bitwa skończyła się 18 listopada 1916 roku. Po ponad czterech miesiącach walk wojska ententy przesunęły front o 12 km na odcinku 40 km. Straty po obu stronach były ogromne: Brytyjczycy – ponad 400 tys. ludzi, Francuzi – ok. 200 tys., Niemcy – ponad 400 tys. Cel ofensywy – wykrwawienie armii niemieckiej i odciążenie sojuszników – został częściowo osiągnięty, ale za cenę wysokich strat własnych.
Najdłużej żyjącym weteranem bitwy był Henry Allingham (zmarł 18 lipca 2009 roku).

## Bohdan Hulewicz
Jednym z uczestników bitwy nad Sommą (po stronie niemieckiej) był Polak Bohdan Hulewicz, który będąc podporucznikiem dowodził plutonem w czasie bitwy. Tak opisał natarcie na francuski okop (pisownia oryginalna):

Dwaj najmłodsi oficerowie poprowadzą pierwszą falę natarcia. Należę do tych dwóch „najmłodszych”. Wyznaję, że przeżywałem duże emocje. Wyskoczyć z głęboko ukrytej pozycji, przeskoczyć blankę i potem walić na zbity łeb prosto pod ogień przeciwnika, aż ci bagnetem brzuch rozpruje. Poza tym 70 ludzi czeka na rozkazy, za których się odpowiada. Nie możesz stchórzyć, przykleić się do wnęki terenu, udawać rannego. Wszystko wypatrzą. To sprawa honoru i żołnierskiej ambicji. Na sygnał rakiety daję znak gwizdkiem. Walę przed siebie z odbezpieczonym mauzerem w ręku; będę strzelał tylko, gdy mnie zaatakują. Już dopadam, skok – i jestem w głębokim rowie francuskim. Nikogo. Oparłem się o ścianę rowu, ciężko dyszę, pistolet gotów do strzału. Po chwili wskakuje do tego załamania dwóch szeregowych mego plutonu. W tym momencie zza węgła wychyla się piechur Murzyn z najeżonym bagnetem i rusza ku nam. Tuż zza niego z zewnątrz skacze do rowu szeregowy mego plutonu i rąbie go z tyłu przez kark. Tamten zwalił się jak długi, ani drgnął. Senegalczyk, czarny, z kolczykami w uszach; dwa rzędy białych zębów świeciły w rozwartej, skrwawionej gębie. Obok ostra walka, żadna szermierka, walenie kolbą lub strzał z jednej albo drugiej strony. Cała załoga francuska została wytłuczona. Cofanie, ucieczka były niemożliwe. Szturm trwał kilkanaście minut. Straty własne niewielkie, z plutonu równo dziesięć zabitych. Załoga francuska zlikwidowana w całości.